# Dolmen de la Ramera I
El Dolmen de la Ramera I és un dolmen del terme comunal de Queixàs, a la comarca dels Aspres, inclosa en la del Rosselló, de la Catalunya del Nord.
És a 482,5 m alt, a la zona nord-est del terme de Queixàs, en terres del mas de la Ramera, que queda a una certa distància al sud-oest del dolmen. És també a prop al nord-est de l'església de Santa Maria de Fontcoberta, en una petita eminència a ran a llevant de la carretera D - 48, de molt fàcil accés. És a prop a ponent del Dolmen de la Ramera II.
El dolmen, de notables dimensions, no conserva la llosa de cobertura. C'est un dolmen sans sa dalle de couverture mais qui a des dimensions honnêtes. Posseeix un recinte circular de pedres plantades, que probablement són les restes del túmul. Era un dolmen de galeria catalana, amb peristàlit a la vora del túmul.